# Antoine Lafréry

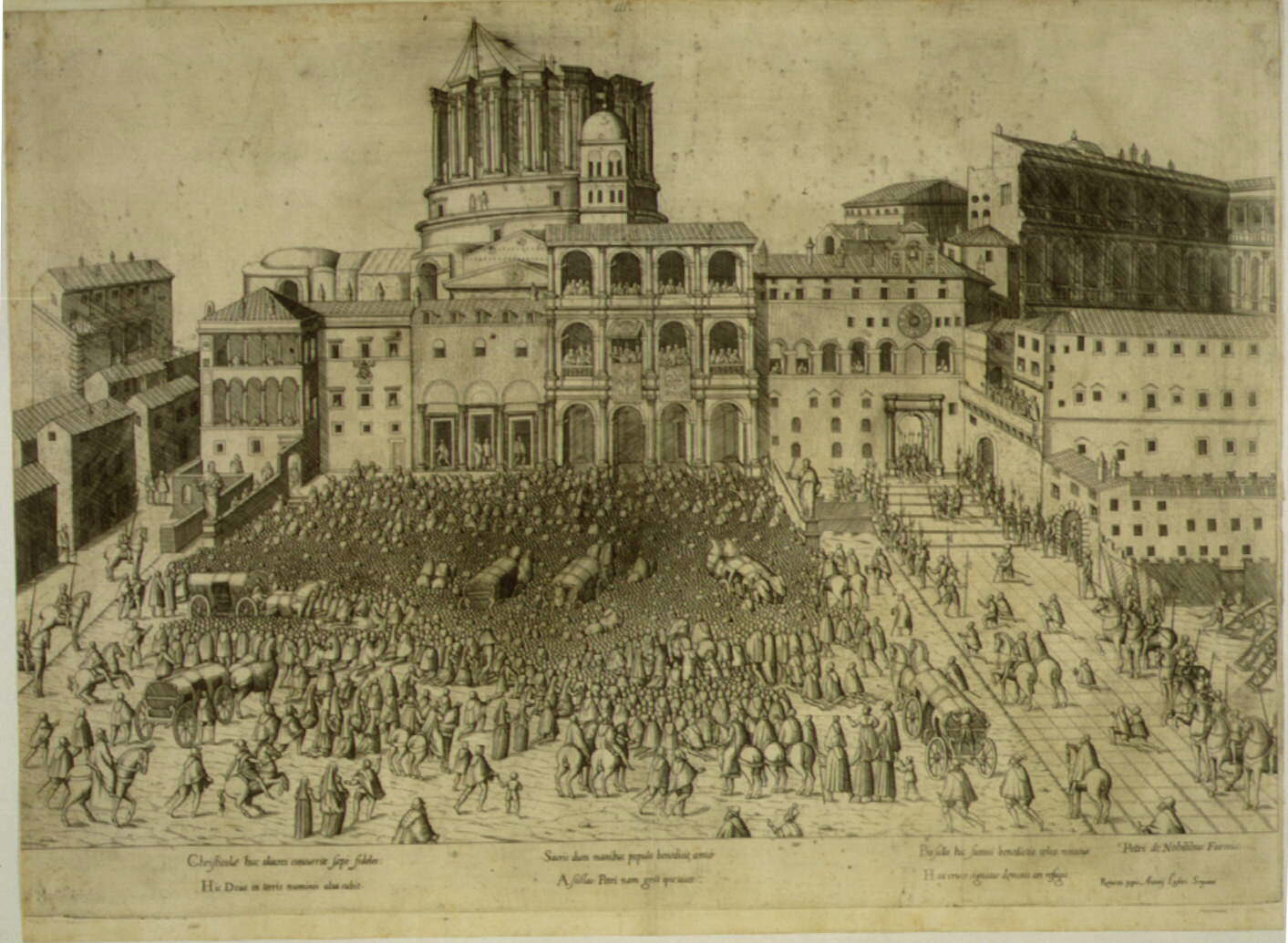
Bênção Papal em São Pedro, uma gravura de Lafreri de 1555 do Speculum Romanae magnificae

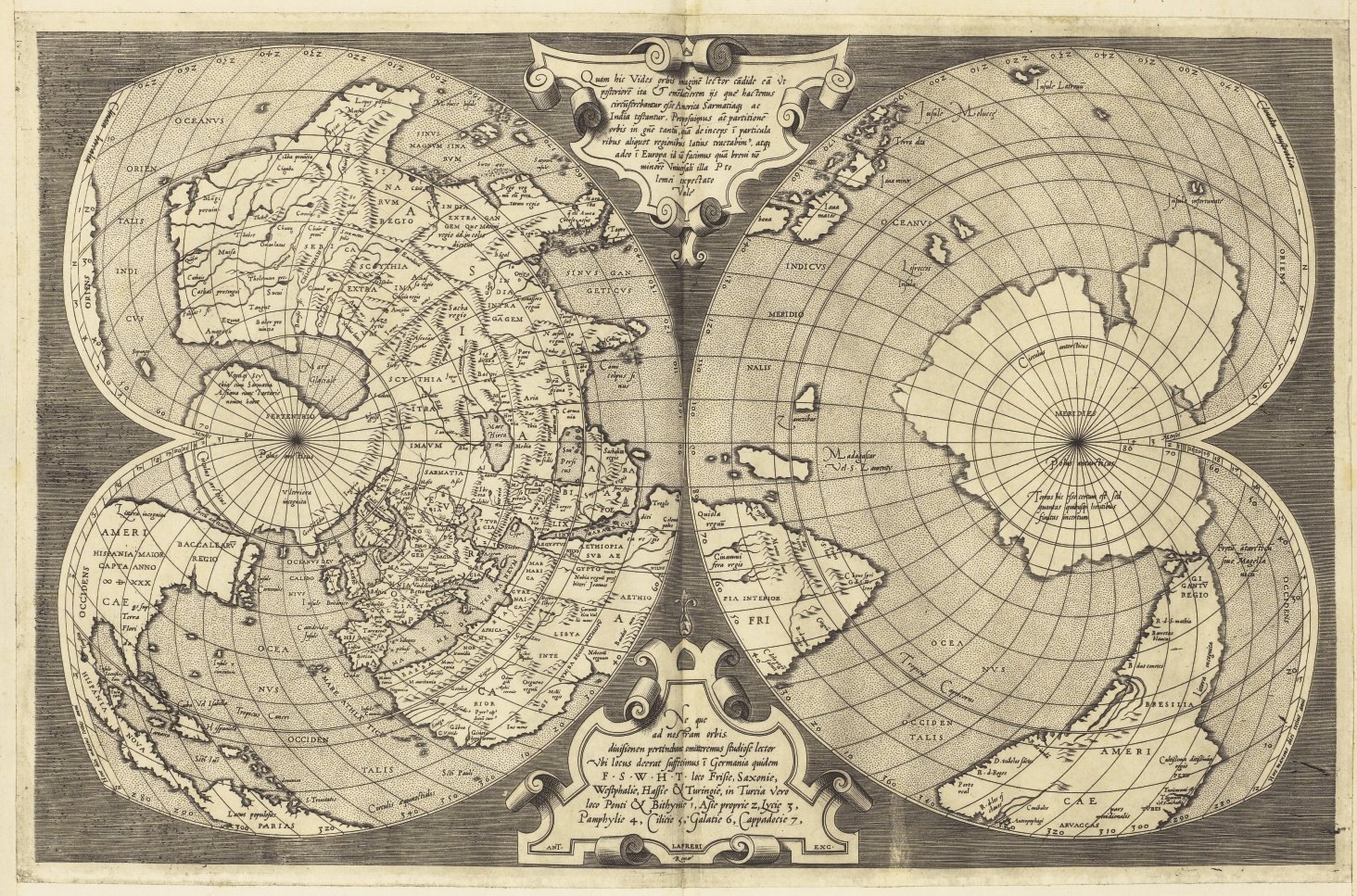
Mapa-múndi sem título em projeção cordiforme dupla, Roma, Antonio Lafreri, c.1564, 325 x 515 mm, incrustado.

Antoine du Pérac Lafréry (1512 – 1577), mais conhecido como Antonio Lafreri, foi um gravurista, cartógrafo e editor borgonhês ativo em Roma.
Nascido em Orgelet, no Condado de Borgonha, na altura parte do Sacro Império Romano, Lafreri estabeleceu-se em Roma por volta de 1540. A sua obra mais importante é o chamado atlas de Lafreri, publicado em Roma em 1570, uma das primeiras coleções orgânicas de mapas impressos, tendo no seu frontispício a figura de Atlas a segurar a Terra. As reproduções da Cidade de Nápoles (cit. Palácio Miradois), datadas de 1566, estão em exposição no Museu de São Martino, em Nápoles. Para o Atlas colaborou com os mais importantes cartógrafos italianos da época: Giacomo Gastaldi, Battista Agnese, Antonio Salamanca, Francesco Camocio, o Jovem, Donato Bertelli, Ferando Bertelli e Paolo Forlani.
Em 1575, concluiu um espéculo intitulado Speculum Romanae Magnificentiae, uma coleção de 200 gravuras de Roma, organizadas em três volumes. Morreu em Roma em 1577.
Em 2014, a Biblioteca Estatal da Baviera comprou a um colecionador privado os Atlas de Lafrery por 1,4 milhões de euros.